# Idrossido di rame(II)
L'idrossido di rame(II) è un solido blu chiaro e gelatinoso. Di solito si trova in commercio una mistura di carbonato di rame e idrossido di rame, chiamata idrossido di rame "stabilizzato", queste misture sono generalmente verdastre.

## Storia
L'idrossido di rame fu conosciuto nell'età del rame e del bronzo, intorno al 5000 a.C., tuttavia i primi a produrlo furono gli alchimisti. Questo era prodotto semplicemente facendo reagire una soluzione alcalina (generalmente idrossido di sodio) con solfato di rame (vetriolo blu il nome originale in alchimia).
Nel XVII secolo era prodotto e usato come pigmento blu o verde.
Questi pigmenti erano usati per ceramiche e pitture.

## Proprietà chimico-fisiche
L'idrossido di rame(II) è solubile in idrossido di ammonio, acidi e soluzioni alcaline concentrate. È insolubile in solventi organici.

## Presenza in natura
In natura l'idrossido di rame si trova in molti minerali, tra questi i più importanti sono l'azzurrite, la malachite, l'antlerite e la brochantite.
L'azzurrite (2CuCO3 • Cu(OH)2 ) e la malachite (CuCO3 • Cu(OH)2 ) sono carbonati, mentre l'antlerite (CuSO4 • 2Cu(OH)2 ) e la brocantite (CuSO4 • 3Cu(OH)2 ) sono solfati.
L'idrossido di rame è raramente trovato come minerale puro (spertiinite Cu(OH)2 ) perché reagisce lentamente con l'anidride carbonica dell'atmosfera per dare carbonato rameico.

## Sintesi

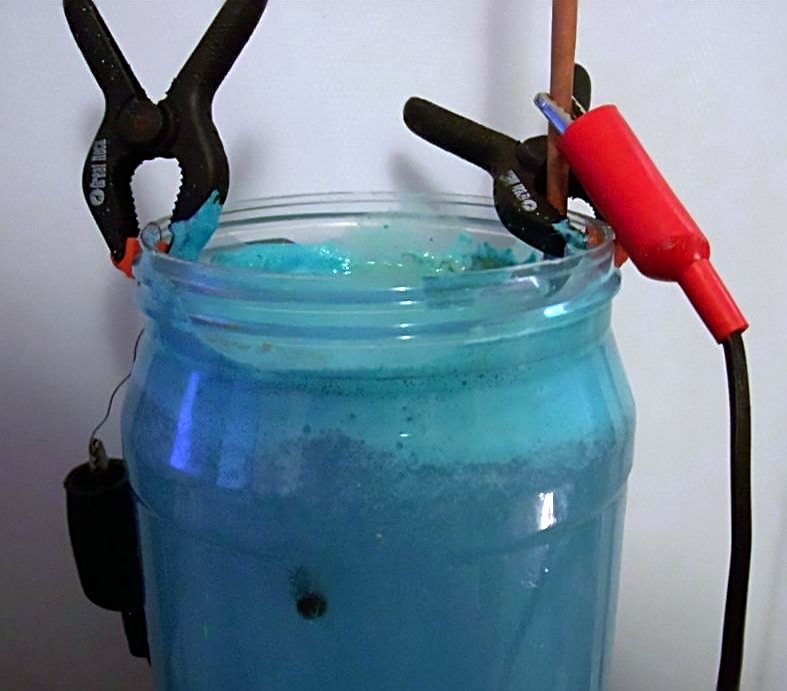
Sintesi elettrolitica.

L'idrossido di rame può essere prodotto addizionando una piccola quantità di soda in una soluzione diluita di solfato di rame (CuSO4 · 5H2O). L'ambiente basico favorirà la precipitazione dell'idrossido. Tuttavia il precipitato così ottenuto contiene molte molecole d'acqua e impurità.
Si può ottenere una maggiore purezza se aggiungiamo alla stessa soluzione del cloruro d'ammonio invece di soda. Tuttavia non è possibile ottenere un prodotto purissimo, anche perché eventuali processi di purificazione, portano alla decomposizione in CuO (più stabile).
Si può inoltre ottenere preparando una soluzione acquosa di solfato rameico ed aggiungendovi idrossido d'ammonio in eccesso, ottenendo inizialmente un precipitato blu tenue, idrossido rameico, che si scioglie nell'eccesso di ammoniaca, andando a formare il reattivo di Schweizer. Infine, si aggiunge una soluzione acquosa di idrossido di sodio al reattivo, ottenendo così idrossido rameico con alta purezza, molto più stabile.
CuSO4+NH3OH----->[Cu(NH3)4]
[Cu(NH3)4]+NaOH----->Cu(OH)2+NH4OH
Un altro metodo di sintesi dell'idrossido di rame è per via elettrolitica, utilizzando un anodo di rame immerso in una soluzione elettrolitica contenente solfato di sodio e fosfato di sodio.
L'idrossido di rame è inoltre un prodotto della corrosione del rame:
2Cu(s) + H2O(g) + CO2(g) + O2(g) → Cu(OH)2(s) + CuCO3(s)
Questa è la patina che si forma sul bronzo o su altre leghe del rame.
L'idrossido di rame si può ottenere anche in precipitato quando il solfato di rame(II) reagisce con l'idrossido di sodio dando origine anche al solfato di sodio
{\displaystyle {\ce {CuSO4 + 2NaOH -> Cu(OH)2v + Na2SO4}}}

## Reazioni tipiche
Campioni umidi di idrossido di rame diventano lentamente neri a causa della formazione dell'ossido rameico. Quando è anidro, tuttavia, l'idrossido di rame non si decompone finché non è scaldato a 185 °C.
L'idrossido di rame, in una soluzione di ammoniaca, forma uno ione complesso di colore blu intenso e avente formula molecolare [Cu(NH3)4]2+, si può dire che l'idrossido di solubilizza. Se la soluzione viene diluita, il complesso si decompone di nuovo in idrossido di rame (che precipita). Lo ione complesso dell'idrossido di rame in ammoniaca ha la particolare proprietà di sciogliere la cellulosa, per questo è anche chiamato reagente di Schweizer e viene usato nella produzione del rayon e della fibra di cellulosa.
L'idrossido di rame ha anche un carattere leggermente anfotero, infatti si solubilizza in parte in soluzioni concentrate basiche, formando un altro ione complesso, il [Cu(OH)4]2-.

### Usi in chimica organica
L'idrossido di rame ha molti usi anche nella chimica organica. Spesso, quando è utilizzato in questo campo, è preparato in situ miscelando una soluzione di sale di rame (solubile) con idrossido di potassio.
È usato alcune volte nella sintesi delle ammine aromatiche. Ad esempio può catalizzare la reazione dell'etilendiammina con l'1-bromo-9,10-antracendione (con un gruppo alchilico R) per dare l'1-amminometilammino-9,10-antracendione:
L'idrossido di rame può anche convertire le idrazine in acidi carbossilici a temperatura ambiente. Questo è particolarmente utile nella sintesi degli acidi carbossilici con gruppi funzionali fragili che soffrirebbero alte temperature.

## Altri usi
Oltre agli usi nelle reazioni precedentemente illustrate, l'idrossido di rame trova applicazioni per la preparazione del reattivo di Schweizer (utilizzato a sua volta nella sintesi del rayon), per la produzione di poltiglia bordolese, negli insetticidi e nei fungicidi (in particolare contro: Albugo, Alternaria, Ascochyta, Botrytis, Bremia, Cercospora, Cytospora, Cytosporina, Colletotrichum, Coryneum, Cycloconium, Cylindrocarpon, Cylindrosporium, Deuterophoma, Diplocarpon, fumaggine, Fusicoccum, Gibberella, Gloeosporium, Gnomonia, Guignardia, Macrophoma, Marssonina, Monilinia, Mycosphaerella, Nectria, Penicillium, Peronospora, Phoma, Phyllosticta, Phragmidium, Phytophthora, Phomopsis, Plasmopara, Puccinia, Septoria, Sclerotinia, Sphaeropsis, Stemphylium, Taphrina, Tilletia, Uromyces e Venturia).
Viene utilizzato nella produzione di elettrodi per batterie.
Occasionalmente può essere usato anche come colorante per ceramiche e carta.
L'idrossido di rame è stato combinato con vernici al lattice, sintetizzando un prodotto adatto a controllare la crescita delle radici nelle piante da vaso. Le radici laterali e secondarie, infatti, prosperano e si espandono in un sistema di radici più denso del normale.

## Ruoli biologici
L'idrossido di rame, insieme ad altri composti del metallo, è presente nell'alimentazione umana, infatti ogni giorno mediamente ne vengono ingeriti circa 0,9 - 2,2 milligrammi, cifra che aumenta considerevolmente se i tubi dell'acqua domestica sono in rame. 
Il composto è poco solubile in acqua, ma a contatto con gli acidi dello stomaco forma dei sali solubili che facilitano l'avvelenamento.
Il 20-60% del rame ingerito viene assorbito dall'intestino, mentre il restante 80-40% viene espulso attraverso le feci.
Una volta in circolo il rame - velenoso solo in alte dosi, ma allo stesso tempo importantissimo per la sintesi di enzimi e per il trasporto del ferro - viene trasportato nel fegato, da cui è distribuito in tutto il corpo oppure, se in eccesso, escreto attraverso la bile.
L'assorbimento nel corpo per via aerea o dermale è insignificante, comparato a quello orale descritto sopra.
In caso di eccesso del composto nel corpo (ad esempio in caso di ingestione in grandi quantità) si manifesta un grave avvelenamento da rame, che associato alla moderata causticità dell'idrossido causa emorragia gastrica, tachicardia, ipotensione, crisi emolitica, convulsioni, paralisi e a lungo andare, distrugge il fegato causando insufficienza e cirrosi epatica.

## Indicazioni di sicurezza

### Dispersione accidentale
In caso di dispersione accidentale, rimuovere con appositi strumenti. Non ci sono particolari precauzioni per l'ambiente.

### Stoccaggio
L'idrossido di rame in polvere è igroscopico e sensibile all'aria (si decompone). Tenere i contenitori chiusi e stoccati in un luogo fresco e ventilato a temperature non superiori a 35 °C.

### Reattività
Molti sali di rame formano dei pericolosi acetiluri. Gli acetiluri di rame che si formano in soluzioni ammoniacali o soluzioni caustiche dai sali di rame e acetilene sono molto esplosivi.
I sali di rame favoriscono la decomposizione delle idrazine e del nitrometano.
Non sono compatibili con l'ipobromito di sodio, infatti soluzioni di questo composto sono violentemente decomposte dall'azione degli ioni di rame, anche in piccolissime quantità (come impurità).

### Primo soccorso[19]
- Contatto con gli occhi: Può causare irritazioni da azione meccanica (strofinamento), fare quindi attenzione. Controllare ed eventualmente rimuovere le lenti a contatto (qualora presenti). In caso di contatto, sciacquare abbondantemente con acqua per almeno 15 minuti (l'idrossido di rame è irritante). Usare acqua calda e chiamare un medico.
- Contatto con la pelle: Debolmente irritante. Sciacquare con acqua la parte interessata. Applicare una crema emolliente e chiamare un medico se l'irritazione è grave.
- Inalazione: Se inalato può causare irritazione del sistema respiratorio con tosse, produzione di muco, respirazione difficile, laringiti, mal di testa, nausea e vomito. In caso di inalazione portare la vittima all'aria fresca. In caso la vittima non respiri, fornirne di artificiale. Se la respirazione è difficile, è possibile somministrare ossigeno. Chiamare un medico.
- Ingestione: Non indurre il vomito in caso di ingestione. Non dare nulla via bocca ad una persona non cosciente. Se sono state ingerite grandi quantità di composto, chiamare un medico immediatamente. In grandi quantità può causare nausea, vomito, dolori addominali, depressione del sistema nervoso centrale, sanguinamento intestinale, emolisi, anemia, crisi epilettiche e coma. Raramente metaemoglobinemia.[13]